# Độc Sơn
Độc Sơn (chữ Hán giản thể: 独山县, bính âm: Dúshān Xiàn) là một huyện thuộc Châu tự trị dân tộc Bố Y và dân tộc Miêu Kiềm Nam, tỉnh Quý Châu, Cộng hòa Nhân dân Trung Hoa. Huyện tự trị này có diện tích 2442 ki-lô-mét vuông, dân số năm 2002 là 330.000 người. Mã số bưu chính là 558200. Chính quyền huyện đóng ở trấn Thành Quan. Về mặt hành chính, huyện tự trị này gồm có 8 trấn, 10 hương.
- Trấn: Thành Quan, Thượng Ti, Ma Vĩ, Giáp Lý, Hạ Ti, Cơ Trưởng, Thỏ Trường và Ma Vạn.
- Hương: Dương Phượng, Nghiêu Toa, hương dân tộc Thủy Ông Đài, hương dân tộc Thủy Giáp Định, Thủy Nham, hương dân tộc Thủy Bản Trại, Nghiêu Bổng, Đổng Lĩnh, Hoàng Hậu, Đả Dương.

## Khí hậu
| Dữ liệu khí hậu của Độc Sơn, elevation 1.014 m (3.327 ft), (1991–2020 normals, extremes 1981–present) | Dữ liệu khí hậu của Độc Sơn, elevation 1.014 m (3.327 ft), (1991–2020 normals, extremes 1981–present) | Dữ liệu khí hậu của Độc Sơn, elevation 1.014 m (3.327 ft), (1991–2020 normals, extremes 1981–present) | Dữ liệu khí hậu của Độc Sơn, elevation 1.014 m (3.327 ft), (1991–2020 normals, extremes 1981–present) | Dữ liệu khí hậu của Độc Sơn, elevation 1.014 m (3.327 ft), (1991–2020 normals, extremes 1981–present) | Dữ liệu khí hậu của Độc Sơn, elevation 1.014 m (3.327 ft), (1991–2020 normals, extremes 1981–present) | Dữ liệu khí hậu của Độc Sơn, elevation 1.014 m (3.327 ft), (1991–2020 normals, extremes 1981–present) | Dữ liệu khí hậu của Độc Sơn, elevation 1.014 m (3.327 ft), (1991–2020 normals, extremes 1981–present) | Dữ liệu khí hậu của Độc Sơn, elevation 1.014 m (3.327 ft), (1991–2020 normals, extremes 1981–present) | Dữ liệu khí hậu của Độc Sơn, elevation 1.014 m (3.327 ft), (1991–2020 normals, extremes 1981–present) | Dữ liệu khí hậu của Độc Sơn, elevation 1.014 m (3.327 ft), (1991–2020 normals, extremes 1981–present) | Dữ liệu khí hậu của Độc Sơn, elevation 1.014 m (3.327 ft), (1991–2020 normals, extremes 1981–present) | Dữ liệu khí hậu của Độc Sơn, elevation 1.014 m (3.327 ft), (1991–2020 normals, extremes 1981–present) | Dữ liệu khí hậu của Độc Sơn, elevation 1.014 m (3.327 ft), (1991–2020 normals, extremes 1981–present) |
| Tháng                                                                                                 | 1 | 2 | 3 | 4 | 5 | 6 | 7 | 8 | 9 | 10 | 11 | 12 | Năm                                                                                                   |
| --- | --- | --- | --- | --- | --- | --- | --- | --- | --- | --- | --- | --- | --- |
| Cao kỉ lục °C (°F)                                                                                    | 21.9 (71.4)                                                                                           | 28.5 (83.3)                                                                                           | 31.1 (88.0)                                                                                           | 32.4 (90.3)                                                                                           | 32.2 (90.0)                                                                                           | 32.1 (89.8)                                                                                           | 33.4 (92.1)                                                                                           | 33.8 (92.8)                                                                                           | 32.9 (91.2)                                                                                           | 30.1 (86.2)                                                                                           | 27.8 (82.0)                                                                                           | 24.9 (76.8)                                                                                           | 33.8 (92.8)                                                                                           |
| Trung bình ngày tối đa °C (°F)                                                                        | 8.4 (47.1)                                                                                            | 11.6 (52.9)                                                                                           | 15.5 (59.9)                                                                                           | 20.8 (69.4)                                                                                           | 24.0 (75.2)                                                                                           | 26.0 (78.8)                                                                                           | 27.5 (81.5)                                                                                           | 27.9 (82.2)                                                                                           | 25.4 (77.7)                                                                                           | 20.7 (69.3)                                                                                           | 16.7 (62.1)                                                                                           | 11.3 (52.3)                                                                                           | 19.7 (67.4)                                                                                           |
| Trung bình ngày °C (°F)                                                                               | 5.0 (41.0)                                                                                            | 7.6 (45.7)                                                                                            | 11.1 (52.0)                                                                                           | 16.2 (61.2)                                                                                           | 19.8 (67.6)                                                                                           | 22.2 (72.0)                                                                                           | 23.4 (74.1)                                                                                           | 23.2 (73.8)                                                                                           | 20.7 (69.3)                                                                                           | 16.5 (61.7)                                                                                           | 12.2 (54.0)                                                                                           | 7.1 (44.8)                                                                                            | 15.4 (59.8)                                                                                           |
| Tối thiểu trung bình ngày °C (°F)                                                                     | 2.7 (36.9)                                                                                            | 5.0 (41.0)                                                                                            | 8.4 (47.1)                                                                                            | 13.1 (55.6)                                                                                           | 16.7 (62.1)                                                                                           | 19.7 (67.5)                                                                                           | 20.8 (69.4)                                                                                           | 20.0 (68.0)                                                                                           | 17.5 (63.5)                                                                                           | 13.6 (56.5)                                                                                           | 9.2 (48.6)                                                                                            | 4.4 (39.9)                                                                                            | 12.6 (54.7)                                                                                           |
| Thấp kỉ lục °C (°F)                                                                                   | −6.3 (20.7)                                                                                           | −5.8 (21.6)                                                                                           | −4.2 (24.4)                                                                                           | 2.0 (35.6)                                                                                            | 6.8 (44.2)                                                                                            | 11.1 (52.0)                                                                                           | 12.3 (54.1)                                                                                           | 13.7 (56.7)                                                                                           | 8.3 (46.9)                                                                                            | 4.1 (39.4)                                                                                            | −4.2 (24.4)                                                                                           | −6.4 (20.5)                                                                                           | −6.4 (20.5)                                                                                           |
| Lượng Giáng thủy trung bình mm (inches)                                                               | 37.9 (1.49)                                                                                           | 38.1 (1.50)                                                                                           | 65.7 (2.59)                                                                                           | 107.2 (4.22)                                                                                          | 194.8 (7.67)                                                                                          | 245.3 (9.66)                                                                                          | 229.1 (9.02)                                                                                          | 146.6 (5.77)                                                                                          | 105.5 (4.15)                                                                                          | 78.4 (3.09)                                                                                           | 44.6 (1.76)                                                                                           | 27.4 (1.08)                                                                                           | 1.320,6 (52)                                                                                          |
| Số ngày giáng thủy trung bình (≥ 0.1 mm)                                                              | 16.1                                                                                                  | 14.1                                                                                                  | 18.4                                                                                                  | 17.5                                                                                                  | 17.6                                                                                                  | 18.4                                                                                                  | 17.8                                                                                                  | 15.1                                                                                                  | 11.4                                                                                                  | 12.6                                                                                                  | 11.1                                                                                                  | 10.8                                                                                                  | 180.9                                                                                                 |
| Số ngày tuyết rơi trung bình                                                                          | 2.9                                                                                                   | 1.5                                                                                                   | 0.3                                                                                                   | 0 | 0 | 0 | 0 | 0 | 0 | 0 | 0.1                                                                                                   | 0.8                                                                                                   | 5.6                                                                                                   |
| Độ ẩm tương đối trung bình (%)                                                                        | 84 | 82 | 83 | 82 | 82 | 86 | 85 | 83 | 81 | 81 | 79 | 78 | 82 |
| Số giờ nắng trung bình tháng                                                                          | 38.7                                                                                                  | 50.1                                                                                                  | 65.5                                                                                                  | 89.6                                                                                                  | 102.7                                                                                                 | 82.4                                                                                                  | 126.7                                                                                                 | 152.8                                                                                                 | 122.3                                                                                                 | 92.2                                                                                                  | 91.0                                                                                                  | 70.2                                                                                                  | 1.084,2                                                                                               |
| Phần trăm nắng có thể                                                                                 | 12 | 16 | 18 | 23 | 25 | 20 | 30 | 38 | 34 | 26 | 28 | 22 | 24 |
| Nguồn: China Meteorological Administration                                                            | | | | | | | | | | | | | |